# 柳清松
柳清松（1937年3月3日—）早年以一幅臨摹郎世寧《百駿圖》被人推薦給前中華民國總統蔣中正，因而先後受畫家楊三郎、李石樵、李梅樹、張萬傳、洪瑞麟、呂基正等指導，並保送到現在的國立台灣藝術大學學習，畢業後轉赴法國巴黎等地深造。
柳清松感念國家的培育，學成後回饋社會，協助身障人士習畫，並為社福團體、社福機構義賣畫作。

## 生平
柳清松，1937年3月3日出生，排行第九，也是家中老么。出身贫困，父亲是村里理发师，母亲早年过世。6岁起，他便靠采摘野菜贴补家用。
少年时期，柳清松展现绘画天赋，起初以碎砖涂鸦，逐步练习画人像。13岁时，小学毕业后因家境无力继续学业。他在父亲理发店中兼画布花，逐渐为家庭经济带来稳定。
19岁时，母亲罹患胃癌去世。柳清松首次彩绘母亲的棺木，开启彩绘生涯。此后，他从事广告绘画，同时为偿债经营药品买卖，为家庭承担重任。半年當中柳清松獵了一百多隻貓頭鷹給母親燉藥，母親去世後，他第一次彩繪棺木。後來開始畫廣告，但為了籌被倒會的錢，又跟著別人去批藥擺地攤。
29歲時去雲林北斗當兵，退役後開了錦美照相館。一次，柳清松在國立故宮博物院看到了郎世寧《百駿圖》，深受感動，決心臨摹一件送給總統蔣中正。當時的中國國民黨祕書長張寶樹有意栽培柳清松，便讓他保送至台北藝專（今國立台灣藝術大學）美術科念書。柳清松大二時在中美經濟協會辦了人生第一場畫展，也被請去救國團青年服務社教西畫到畢業為止，這也是救國團第一次請專科未畢業的學生擔任西畫老師。接著去了日本學畫，回國後於1978年8月間在板橋深丘活動中心開了博愛殘障油畫訓練班。
1978年11月19日前總統蔣經國也來拜訪博愛班。由於媒體廣大報導，來學畫的人變更多了。但樹大招風，也有人以為柳清松是沽名釣譽。因為諸多原因，後來台北縣政府不願意續辦博愛班了。
1978年12月16日美國與中華民國斷交後，柳清松帶著博愛班的學生一起辦了畫展，將義賣所得都捐給政府。中視《愛心》也在畫展期間做了相關專輯。而三重慈惠堂也出借位於今新北市三重區仁厚街89號三層樓房給博愛班。
雖然柳清松和博愛班學生在食衣住行上都盡量節省，但還是不夠，幸好各地的捐款、物資及熱心民眾不斷給予幫助，博愛班才得以持續運作。柳清松總共培育了八百多名口足畫家。
2011年任日本皇家御用特別顧問，並御封「真愛大師」。